# Der Mann mit der Maske (1964)
Der Mann mit der Maske ist ein Kriminalfilm des Deutschen Fernsehfunks von Percy Dreger aus dem Jahr 1964.

## Handlung
Die Handlung setzt an einem Samstagmittag gegen 13 Uhr ein, Handlungsort ist eine kleine Gemeinde in der Bundesrepublik Deutschland. An der Hauptgeschäftsstraße erkennt man eine Gruppe von Ausflüglern aus dem nahen München, und einige Passanten sind eilig bemüht, vor Ladenschluss noch ihre Einkäufe zu tätigen. Keiner ahnt, dass in der nahe gelegenen Kommunalbank, deren Eingang und Fenster schon vergittert sind, ein Gewaltverbrechen seinen Lauf nimmt.
Es stellt sich später heraus, dass nur der junge Bankangestellte Rolf Lehwald zum Zeugen eines mit Raffinesse ausgeführten Bankraubs wurde. Allerdings ist dieser einzige Zeuge für die Kriminalpolizei nicht glaubwürdig, er wird sogar verdächtigt, selbst der Täter zu sein.
Der noch minderjährige Christian Kress leidet unter seinem tyrannischen Vater, dem Oberregierungsrat Kress und will mit der Sängerin Ronny nach Wien flüchten, die mit ihm eine Affäre angefangen hatte. In jedem Fall bräuchte er viel Geld dafür. Geld, das er nicht hat.
Oberregierungsrat Kress wütet, als er herausfindet, was Christian getan hat. Er vertuscht die Tat seines Sohnes, bis Rolf Lehwald der Polizei den Täter enthüllt. Um seinen guten Ruf zu wahren, denkt sich der Oberregierungsrat eine Alibigeschichte für Christian aus. Dieser hat mittlerweile starke Gewissensbisse, in Rolf auch den Freund seiner Schwester zu belasten. In seiner Verzweiflung begeht Christian Suizid und hinterlässt seiner Schwester einen Brief mit dem Geständnis, den der Vater ihr vorenthalten will. Sie flieht aus dem Elternhaus. Kurz darauf erfährt der Oberregierungsrat von seiner ersehnten Beförderung zum Ministerialrat.

## Hintergrund
Der Mann mit der Maske erlebte am 16. Februar 1964 seine Erstausstrahlung; Wiederholungen folgten am 20. Februar 1964 und am 20. Januar 1965.
Das DRA (DRA-Spezial 20/2008, Seite 11) schreibt zu dem Film: „Der Film ist überliefert und im DRA vorhanden. Das DRA gibt als Autoren neben den damals von der Presse angegebenen Karl-Georg Külb und Hermann Rodigast auch Karl Georg Egel und Regisseur Percy Dreger als Autoren an. Im Vorspann wird Egel jedoch nicht erwähnt.“
Wie in vielen Kriminalfilmen wurde auch hier die Handlung nach Westdeutschland verlegt, um dem Bürger der DDR zu suggerieren, dass es nur im Kapitalismus derartige Verbrechen gäbe, denn gemäß „der marxistisch-leninistischen Gesellschaftstheorie sollte das Verbrechen in der sozialistischen Gesellschaft zum Absterben verurteilt sein, wurde ihm durch die neue Sozialordnung doch die Grundlage entzogen.“

## Rezeption
Im Onlinelexikon des Fernsehens der DDR charakterisierte man: „Dieser Kriminalfilm bezieht seine Spannung weniger aus der Suche nach dem Täter, viel mehr wird geschildert, in welche Gewissenskonflikte einige Personen durch dieses Verbrechen geraten. Für sie ist es wie eine Bedrohung ihrer Zukunft und ihres anscheinenden Glücks. Ausgehend davon werden diese Menschen vor schwere Entscheidungen gestellt. Ihr Verhalten wird maßgeblich beeinflussen, ob das Verbrechen aufgeklärt werden kann oder ob ein Unschuldiger ins Gefängnis kommt, den eine scheinbar lückenlose Reihe von Indizien belastet“.
Die Die Krimihomepage urteilte im Dezember 2020: „Ganz spannender Fernsehkriminalfilm, bei dem die Whodunitstruktur ungefähr nur 25 Minuten hält. Interessant ist dennoch konstruiert, wie man den wahren Täter schützen will. Die Autoren zeigen bewusst die dekadente Lebensweise des Westens, wie alles von Geld und Herrschsucht diktiert wird. Dramatisches Ende. Gute Darsteller.  Allerdings kein einziger echter Bayer mit dabei. Frl. Dombrowsky spricht mit österreichischem Akzent und auch die anderen Versuche mancher Nebendarsteller und Passanten (teilweise in Tracht gezwängt) scheitern daran, echten Dialekt zu sprechen.“